# Tyrus
Tyrus (Arabisch: صور, Ṣūr; Fenicisch: 𐤑𐤓, Ṣūr; Syrisch: ܣܘܪ, Hebreeuws: צוֹר, Tzór; Oudgrieks: Τύρος Týros; Latijn: Tyrus; Armeens: Տիր, Tir, "rots") is een oude havenstad met 117.000 inwoners en districtshoofdstad in het zuiden van Libanon, gelegen aan de Middellandse Zee. Ten noorden van de stad ligt Sidon. Tyrus ligt op minder dan twintig kilometer van de grens met Israël, in het gelijknamige district Tyrus. Tyrus is na de op vier na grootste stad van het land, na Beiroet, Tripoli, Sidon en Baalbek.
Tyrus was ooit een belangrijke Fenicische handelsstad van waaruit belangrijke koloniën werden gesticht zoals Carthago en Leptis Magna. De stad bestond oorspronkelijk uit een deel aan de kust en een deel op een eiland. Toen Alexander de Grote de stad in 332 v. Chr. wilde veroveren liet hij een dijk aanleggen om zo het eiland te kunnen bereiken. Door de eeuwen heen ontstond door versilting een Landengte waardoor het eiland nu een schiereiland is. In de oudheid was Tyrus een van de belangrijkste steden van Kanaän en stond bekend om de productie van een bijzondere kleur purper: Tyrisch purper. Het werd gewonnen uit de purperslak, een bepaalde zeeslak. De kleur bleef gereserveerd voor de koningen en keizers, waaronder de Romeinse keizer.
In de stad zijn resten te vinden uit de Griekse, Romeinse en Byzantijnse periode en de middeleeuwen. Sinds 1984 is een deel van de stad door UNESCO erkend als Werelderfgoed.

## Geschiedenis

### Bronstijd en ijzertijd
Herodotus stelt dat Tyrus gesticht werd in ongeveer de 27e eeuw v.Chr.. Een deel van de stad lag aan de kust en een deel lag op een prachtig eiland. Tyrus was in Herodotus' tijd havenstad en een van de stadstaten van de Feniciërs. De Feniciërs spraken een Semitische taal, verwant aan het latere Hebreeuws en aan het Kanaänitisch van voor de verovering door de Israëlieten. Ook hun religie heeft kenmerken die wijzen op verwantschap met de Kanaänitische mythologie.
Tabletten uit de periode tussen 1400 en 1200 v.Chr. wijzen op een Hurritisch sprekende minderheid van aanzienlijke omvang in de stad Ugarit van Cyprioten, Hettieten, Egyptenaren, mannen uit Tyrus en Byblos, Mesopotamië en Palestina.
Rond 1220 v.Chr. kwamen de Danuna met gezin en huishouden naar Tyrus, zoals gesignaleerd in de Amarna brieven. Tyrus zou gesticht zijn door kolonisten uit Sidon. In de latere tijd waren Tyrus en Sidon felle concurrenten van elkaar. In de 10e eeuw v.Chr. werd de Kanaänitische godin Asherah, ook geïdentificeerd met de naam Ashtoreth, in Tyrus en Sidon hoog vereerd.
Volgens de Hebreeuwse Bijbel was koning Hiram van Tyrus een bondgenoot van Salomo, koning van het Verenigd Koninkrijk Israël (volgens de Bijbelse chronologie rond 1000 v.Chr.). Hiram leverde het merendeel van het bouwmateriaal en de bouwvakkers om de Joodse Tempel mee te bouwen. Ook rustten Hiram en Salomo gezamenlijk expedities uit voor handelsreizen op de Middellandse Zee en Rode Zee.
Koning Achab had in Samaria een 'ivoren paleis' gebouwd. Hij was ook degene die Hazor en Megiddo weder op bouwde. Opgravingen tonen Fenicisch fijn ivoorsnijwerk dat hij onder impuls van zijn gemalin Isebel uit Tyrus had laten maken.

### Assyrische periode
In 841 v.Chr. trok Salmanasser III weer op naar Syrië en nu ook noord Israël, verwoestte volgens zijn inscripties talloze steden en vorderde er schatten van Tyrus, Sidon en "Jehu, zoon van Omri" (dat wil zeggen van het huis van…). De Zwarte obelisk (British Museum) toont Jehu knielend, de grond kussend aan de voeten van Salmanassar III.
Tyrus verheugde zich toen Jeruzalem viel, want Tyrus en Juda streden altijd met elkaar om de winstgevende handel die vanuit Egypte in het zuiden en Mesopotamië in het noorden door hun land kwam. Tyrus domineerde de handelsroutes op zee terwijl Juda de karavaanroutes over land beheerste. Nadat Juda was verslagen, dacht Tyrus dat het alle handelsroutes voor zichzelf had.
Onder andere vanuit deze stad verkenden en bedienden de Feniciërs met hun schepen de kusten van de Middellandse Zee, waar zij een handelsimperium leidden. Zij stichtten her en der diverse koloniën. De beroemde mythische koningin Dido was rond 800 v.Chr. de stichteres van de Tyrische kolonie Carthago. In de 7e eeuw v.Chr. schijnen zich Feniciërs te hebben gevestigd in Rome, op het Forum Boarium (veemarkt).
De Fenicische steden behielden formeel hun onafhankelijkheid maar moesten zware jaarlijkse schattingen betalen aan de Assyrische koningen. Toen de Assyrische koning Sanherib het gebied van Tyrus binnenviel, vluchtten haar koning Luli en zijn familie naar Cyprus. Alle gebieden van Tyrus op het vasteland werden door de Assyriërs toegewezen aan Sidon en Tyrus verloor zijn positie als voornaamste Fenicische stad. Na de dood van Sanherib (681 v.Chr.) rebelleerde Sidon en nadat de nieuwe Assyrische koning Esarhaddon Sidon had verwoest (677 v.Chr.), kreeg Tyrus als beloning voor vernieuwde trouw het land van Sidon toegewezen. Tyrus trad echter toe tot een coalitie tegen de Assyriërs samen met Cyprus, Judah en Egypte. Nadat Esarhaddon de Egyptenaren had verslagen (671 v.Chr.) richtte hij zich tegen Tyrus. De koning Baal I onderwierp zich en Tyrus wist zijn onafhankelijkheid te bewaren tegen de betaling van een zware schatting. Tijdens een nieuw offensief van de Assyriërs in Egypte rebelleerde Baal I opnieuw. Hij moest zich weer onderwerpen en Tyrus verloor al haar bezittingen op het vasteland, waaronder de stad Akko. In 644 v.Chr. volgde een nieuwe strafexpeditie van Assyrië tegen Tyrus, ditmaal door de Assyrische koning Assurbanipal.

### Babylonische periode
De profeet Ezechiël profeteerde in 586 v.Chr. tegen Tyrus. Tyrus zou met de grond gelijk gemaakt worden.
Van 586 v.Chr. tot 573 v.Chr. werd Tyrus belegerd door de Babylonische koning Nebukadnezer, maar na een beleg lukte het hem niet om Tyrus, dat toen nog een eiland was, in te nemen, want de achterkant van de stad lag aan de zee, zodat elke dag verse voorraden binnengevaren konden worden. Wel werd een compromis bereikt waarbij Tyrus toch schatting aan de Babyloniërs moest betalen.

### Perzische periode
Later kwam Tyrus, net als grote delen van het Midden-Oosten, in handen van de Perzische Achaemeniden.

### Hellenistische periode
Oorspronkelijk was Tyrus dus gelegen op een eiland, zo'n 800 m uit de kust. Toen Alexander de Grote in 333 v.Chr. met zijn leger de stad bereikte, weigerden de inwoners zich aan hem te onderwerpen. Ze gingen ervan uit dat Alexander de Grote geen maanden zou verspillen met het veroveren van een eilandje, en tevens dachten de Tyriërs dat hun machtige dochterstad Carthago hen wel te hulp zou snellen. Aanvankelijk probeerde Alexander de Grote de stad in handen te krijgen door ze aan te vallen met zijn vloot, maar de Feniciërs waren heer en meester op zee. De Tyriërs waren voorbereid op een maandenlange belegering. Alexander de Grote gooide het puin van de stad op het vasteland in zee totdat er een brug was ontstaan naar het eiland. Vervolgens trok hij de brug over en verwoestte het eiland. De stad werd ingenomen, en de inwoners die niet naar Carthago konden vluchten werden gevangengenomen: de kinderen en vrouwen werden verkocht als slaven en de mannelijke inwoners werden allen gekruisigd. Het is dus aan Alexander de Grote te danken dat Tyrus tegenwoordig een schiereiland is in plaats van een eiland.

### Middeleeuwen
In 636 werd Tyrus door het Arabische Rijk veroverd. In 1124 werd het veroverd door de kruisridders en ging het behoren tot het Koninkrijk Jeruzalem. Na de val van Jeruzalem aan Saladin verplaatste de zetel van het Koninkrijk Jeruzalem naar Akko, maar de kroningen van nieuwe koningen werden in Tyrus gehouden. In 1291 veroverden de mammelukken Tyrus. In 1516 werd het door het Ottomaanse Rijk veroverd.

### Moderne geschiedenis
Na de Eerste Wereldoorlog, toen troepen van het Franse vreemdelingenlegioen in Libanon landden om de Britten te assisteren, ging de stad bij het Franse mandaatgebied Libanon horen.
Tijdens de Israëlische-Libanese crisis van 2006 werd Tyrus zwaar getroffen door Israëlische bombardementen.

## Trivia
- In 1984 is de stad door UNESCO tot Werelderfgoed verklaard.
- Het Romeinse hippodroom van Tyrus fungeerde als decor in een beroemde scène uit Ben-Hur.
- De beroemde Tyrische koningin Dido, was de stichteres van de Tyrische kolonie Carthago. Zij werd verliefd op Aeneas, die wist te ontsnappen uit het brandende Troje. De Romeinse dichter Vergilius vertelt hierover in de Aeneis.